# Turmhügel Niederhöcking
Der Turmhügel Niederhöcking befindet sich in dem gleichnamigen niederbayerischen Pfarrdorf Niederhöcking, einem Gemeindeteil der Stadt Landau an der Isar. Die abgegangene Turmhügelburg (Motte) liegt ca. 190 m nordöstlich der Pfarrkirche St. Martin von Niederhöcking. Sie wird als Bodendenkmal unter der Aktennummer D-2-7342-0004 im Bayernatlas als „verebneter Turmhügel des Mittelalters Niederhöcking“ geführt.

## Beschreibung
Die Anlage liegt am Nordrand von Niederhöcking in einem zur Isar führenden Bachtal. Die Weiheranlage besteht aus einer 15 m im Durchschnitt messenden Insel und einem 20 m breiten Weiher, der von einem Bach durchflossen wird. Die Insel ist ohne Zugang.